# Turia, Novomîrhorod
Turia (în ucraineană Турія) este o comună în raionul Novomîrhorod, regiunea Kirovohrad, Ucraina, formată numai din satul de reședință.

## Demografie
Componența lingvistică a comunei Turia
     Ucraineană (99,01%)
     Alte limbi (0,93%)
Conform recensământului din 2001, majoritatea populației comunei Turia era vorbitoare de ucraineană (99,01%), existând în minoritate și vorbitori de alte limbi.